# Lijst van rijksmonumenten in Kampen (plaats)/Vloeddijk
Een overzicht van de 94 rijksmonumenten in de stad Kampen gelegen aan of bij de Vloeddijk.
| Object | Oorspronkelijke functie?  | Bouwjaar                                                    | Architect             | Locatie         | Coördinaten?                  | Nr.?   | Afbeelding                                                                |
| --- | ------------------------- | ----------------------------------------------------------- | --------------------- | --------------- | ----------------------------- | ------ | ------------------------------------------------------------------------- |
| Voormalig Pesthuis | Woonhuis                  | 1538 (stichting) 1793 (herbouw) 1835 (uitbr.) 1871 (uitbr.) |                       | Vloeddijk 1     | 52° 33' 14" NB, 5° 55' 19" OL | 23265  | Meer afbeeldingen                                                         |
| Hoekpand met gepleisterde gevels met zijgevel met kroonlijst aan de Graafschap en tuitgevel aan de Vloeddijk                       | Woonhuis                  | 17e-18e eeuw                                                |                       | Vloeddijk 7     | 52° 33' 14" NB, 5° 55' 17" OL | 23266  | Meer afbeeldingen                                                         |
| Hoekpand met gepleisterde gevels met houten kroonlijst aan de Graafschap onder zadeldak met voorschild                             | Woonhuis                  | 17e eeuw                                                    |                       | Vloeddijk 8     | 52° 33' 13" NB, 5° 55' 15" OL | 23267  | Meer afbeeldingen                                                         |
| Pand met gepleisterde gevel onder pannen schilddak                                                                                 | Woonhuis                  | 17e-18e eeuw 1800-1850 (gevel)                              |                       | Vloeddijk 11    | 52° 33' 13" NB, 5° 55' 15" OL | 23268  | Meer afbeeldingen                                                         |
| Herenhuis met gepleisterde middenpartij met kroonlijst, door siervazen bekroond balkon op consoles en dakkapel met gebogen fronton | Woonhuis                  | ca. 1890                                                    |                       | Vloeddijk 14    | 52° 33' 12" NB, 5° 55' 13" OL | 23269  | Meer afbeeldingen                                                         |
| Pand met gepleisterde gevel | Woonhuis                  | 19e eeuw                                                    |                       | Vloeddijk 17    | 52° 33' 13" NB, 5° 55' 11" OL | 23270  | Meer afbeeldingen                                                         |
| Pand met lijstgevel | Woonhuis                  | 19e eeuw                                                    |                       | Vloeddijk 18    | 52° 33' 13" NB, 5° 55' 11" OL | 23271  | Meer afbeeldingen                                                         |
| Pand met gepleisterde lijstgevel                                                                                                   | Woonhuis                  | 19e eeuw                                                    |                       | Vloeddijk 19    | 52° 33' 13" NB, 5° 55' 11" OL | 23272  | Meer afbeeldingen                                                         |
| Pand met geverfde lijstgevel onder dwars zadeldak                                                                                  | Woonhuis                  | 19e eeuw                                                    |                       | Vloeddijk 20    | 52° 33' 13" NB, 5° 55' 11" OL | 23273  | Meer afbeeldingen                                                         |
| Pand met gepleisterde lijstgevel onder verminkt zadeldak                                                                           | Woonhuis                  | 19e eeuw                                                    |                       | Vloeddijk 21    | 52° 33' 13" NB, 5° 55' 10" OL | 23274  | Meer afbeeldingen                                                         |
| Pand met geverfde lijstgevel onder dwars zadeldak met dakkapel                                                                     | Woonhuis                  |                                                             |                       | Vloeddijk 22    | 52° 33' 13" NB, 5° 55' 10" OL | 23275  | Meer afbeeldingen                                                         |
| Pand met kroonlijst met verdiepte panelen en gesneden consoles in neo-Lodewijk XIV-trant onder schilddak                           | Woonhuis                  | 1875-1900                                                   |                       | Vloeddijk 24    | 52° 33' 13" NB, 5° 55' 9" OL  | 23276  | Meer afbeeldingen                                                         |
| Pand met gepleisterde deur- en vensteromlijstingen in lijstgevel                                                                   | Woonhuis                  | 1875-1900                                                   |                       | Vloeddijk 29    | 52° 33' 14" NB, 5° 55' 8" OL  | 23277  | Meer afbeeldingen                                                         |
| Pand met gepleisterde deur- en vensteromlijstingen in lijstgevel                                                                   | Woonhuis                  | 1875-1900                                                   |                       | Vloeddijk 31    | 52° 33' 14" NB, 5° 55' 7" OL  | 23278  | Meer afbeeldingen                                                         |
| Pand met recht afgesloten gevel onder schilddak                                                                                    | Woonhuis                  | 18e-19e eeuw                                                |                       | Vloeddijk 34    | 52° 33' 14" NB, 5° 55' 6" OL  | 23279  | Meer afbeeldingen                                                         |
| Pand met gepleisterde lijstgevel, fries met panelen en omlijste dakkapel                                                           | Woonhuis                  | 18e-19e eeuw                                                |                       | Vloeddijk 35    | 52° 33' 14" NB, 5° 55' 6" OL  | 23280  | Meer afbeeldingen                                                         |
| Pand met gevel ontdaan van top en ontlastingsbogen met verdiepte boogvelden boven de vensters van de verdieping                    | Woonhuis                  | 1650                                                        |                       | Vloeddijk 36    | 52° 33' 15" NB, 5° 55' 6" OL  | 23281  | Meer afbeeldingen                                                         |
| Weeshuispoort | Grensafbakening           | 1627                                                        | C. Crijnsen           | Vloeddijk 39    | 52° 33' 16" NB, 5° 55' 3" OL  | 23283  | Meer afbeeldingen                                                         |
| Telefooncentrale | Woonhuis                  | 1850-1875                                                   |                       | Vloeddijk 42    | 52° 33' 16" NB, 5° 55' 1" OL  | 23284  | Meer afbeeldingen                                                         |
| Pand met houten kroonlijst en vensters met afgeronde bovenhoeken onder schilddak                                                   | Woonhuis                  | 1850-1875                                                   |                       | Vloeddijk 43    | 52° 33' 17" NB, 5° 55' 1" OL  | 23285  | Meer afbeeldingen                                                         |
| Hoekpand met in blokken gepleisterde lijstgevel op plint en vensters in empire-stijl                                               | Werk-woonhuis             | 18e-19e eeuw                                                |                       | Vloeddijk 46    | 52° 33' 17" NB, 5° 54' 60" OL | 23286  | Meer afbeeldingen                                                         |
| Pand met bepleisterde lijstgevel                                                                                                   | Woonhuis                  | 1850-1875 (bepleistering)                                   |                       | Vloeddijk 47    | 52° 33' 18" NB, 5° 54' 60" OL | 23287  | Meer afbeeldingen                                                         |
| Eenvoudig pand met lijstgevel en dwars zadeldak met dakkapel                                                                       | Woonhuis                  | 19e eeuw                                                    |                       | Vloeddijk 48    | 52° 33' 18" NB, 5° 54' 60" OL | 23288  | Meer afbeeldingen                                                         |
| Pand met kroonlijst met panelen en getoogde vensters onder hoog schilddak                                                          | Woonhuis                  | 1850-1875                                                   |                       | Vloeddijk 49    | 52° 33' 18" NB, 5° 54' 59" OL | 23289  | Pand met kroonlijst met panelen en getoogde vensters onder hoog schilddak |
| Eenvoudig verdiepingloos pand met gepleisterde lijstgevel en dakkapel                                                              | Woonhuis                  | 19e eeuw                                                    |                       | Vloeddijk 50    | 52° 33' 18" NB, 5° 54' 59" OL | 23290  | Meer afbeeldingen                                                         |
| Pand met gepleisterde lijstgevel                                                                                                   | Woonhuis                  |                                                             |                       | Vloeddijk 54    | 52° 33' 19" NB, 5° 54' 59" OL | 23291  | Meer afbeeldingen                                                         |
| Pand met lijstgevel | Woonhuis                  | 19e eeuw                                                    |                       | Vloeddijk 55    | 52° 33' 19" NB, 5° 54' 58" OL | 23292  | Meer afbeeldingen                                                         |
| Bepleisterd pand onder fors aan de straatzijde afgewolfd zadeldak                                                                  | Woonhuis                  | 1850-1875 (bepleistering)                                   |                       | Vloeddijk 60    | 52° 33' 21" NB, 5° 54' 56" OL | 23293  | Meer afbeeldingen                                                         |
| Deftig herenhuis met kroonlijst met consoles en balustrade onder dwars zadeldak tussen puntgevels                                  | Woonhuis                  | 1850-1875 ca. 1880 (gevel)                                  |                       | Vloeddijk 69    | 52° 33' 22" NB, 5° 54' 53" OL | 23294  | Meer afbeeldingen                                                         |
| Pand met lijstgevel onder dwars schilddak met dakkapel                                                                             | Woonhuis                  | 19e eeuw                                                    |                       | Vloeddijk 71    | 52° 33' 23" NB, 5° 54' 54" OL | 23295  | Meer afbeeldingen                                                         |
| Pand met gepleisterde lijstgevel                                                                                                   | Woonhuis                  | 1850-1875                                                   |                       | Vloeddijk 73    | 52° 33' 24" NB, 5° 54' 53" OL | 23296  | Meer afbeeldingen                                                         |
| Pand met gepleisterde lijstgevel onder schilddak                                                                                   | Woonhuis                  | 1850-1875                                                   |                       | Vloeddijk 74    | 52° 33' 24" NB, 5° 54' 53" OL | 23297  | Meer afbeeldingen                                                         |
| Pand met gepleisterde lijstgevel                                                                                                   | Woonhuis                  | 19e eeuw                                                    |                       | Vloeddijk 75    | 52° 33' 24" NB, 5° 54' 53" OL | 23298  | Meer afbeeldingen                                                         |
| Pand met gepleisterde lijstgevel onder hoog zadeldak met wolfeind aan voorzijde en tuitgevel aan achterzijde                       | Werk-woonhuis             | late 15e eeuw begin 16e eeuw (achterhuis)                   |                       | Vloeddijk 76    | 52° 33' 24" NB, 5° 54' 53" OL | 23299  | Meer afbeeldingen                                                         |
| Pand met gepleisterde lijstgevel                                                                                                   | Woonhuis                  | 18e-19e eeuw                                                |                       | Vloeddijk 77    | 52° 33' 24" NB, 5° 54' 53" OL | 23300  | Meer afbeeldingen                                                         |
| Linkerdeel van een pand onder dwars schilddak                                                                                      | Werk-woonhuis             | 19e eeuw                                                    |                       | Vloeddijk 78    | 52° 33' 24" NB, 5° 54' 52" OL | 23301  | Meer afbeeldingen                                                         |
| Rechterdeel van een pand onder dwars schilddak                                                                                     | Woonhuis                  |                                                             |                       | Vloeddijk 79    | 52° 33' 24" NB, 5° 54' 52" OL | 23302  | Meer afbeeldingen                                                         |
| Pand met geverfde lijstgevel en dakkapel                                                                                           | Woonhuis                  | 18e-19e eeuw                                                |                       | Vloeddijk 81    | 52° 33' 25" NB, 5° 54' 52" OL | 23303  | Meer afbeeldingen                                                         |
| Huis met vier traveeën brede lijstgevel onder dwars schilddak                                                                      | Woonhuis                  | 1825-1875                                                   |                       | Vloeddijk 82    | 52° 33' 25" NB, 5° 54' 52" OL | 23304  | Meer afbeeldingen                                                         |
| Verdiepingloos pandje met gesneden voordeur onder dwars zadeldak met omlijste dakkapel                                             | Woonhuis                  | 1775-1825 1800-1825 (voordeur)                              |                       | Vloeddijk 85    | 52° 33' 26" NB, 5° 54' 52" OL | 23305  | Meer afbeeldingen                                                         |
| Huis met topgevels met vlechtingen onder dwars zadeldak met dakkapel en hoekschoorstenen                                           | Woonhuis                  | 1850-1900                                                   |                       | Vloeddijk 86    | 52° 33' 26" NB, 5° 54' 52" OL | 23306  | Meer afbeeldingen                                                         |
| Huis met eenvoudige en door driehoekig fronton bekroonde klokgevel                                                                 | Woonhuis                  | 18e-19e eeuw                                                |                       | Vloeddijk 87    | 52° 33' 26" NB, 5° 54' 51" OL | 23307  | Meer afbeeldingen                                                         |
| Pand met lijstgevel en dakkapel | Woonhuis                  | 19e eeuw                                                    |                       | Vloeddijk 88    | 52° 33' 26" NB, 5° 54' 51" OL | 23308  | Meer afbeeldingen                                                         |
| Pand met lijstgevel en dakkapel | Woonhuis                  | 18e-19e eeuw                                                |                       | Vloeddijk 89    | 52° 33' 26" NB, 5° 54' 51" OL | 23309  | Meer afbeeldingen                                                         |
| Pand met lijstgevel en dakkapel | Woonhuis                  | 18e-19e eeuw                                                |                       | Vloeddijk 90    | 52° 33' 27" NB, 5° 54' 51" OL | 23310  | Meer afbeeldingen                                                         |
| Pand met lijstgevel, voordeuromlijsting en dakkapel                                                                                | Woonhuis                  | 19e eeuw                                                    |                       | Vloeddijk 91    | 52° 33' 27" NB, 5° 54' 51" OL | 23311  | Meer afbeeldingen                                                         |
| Pand met gepleisterde lijstgevel                                                                                                   | Woonhuis                  | 19e eeuw                                                    |                       | Vloeddijk 92    | 52° 33' 27" NB, 5° 54' 51" OL | 23312  | Meer afbeeldingen                                                         |
| Pand met gepleisterde lijstgevel onder twee evenwijdige schilddaken met hoekschoorstenen                                           | Woonhuis                  | 19e eeuw                                                    |                       | Vloeddijk 93    | 52° 33' 27" NB, 5° 54' 51" OL | 23313  | Meer afbeeldingen                                                         |
| Huis met lijstgevel | Woonhuis                  | mog. 17e eeuw 19e eeuw (gevel)                              |                       | Vloeddijk 94-95 | 52° 33' 28" NB, 5° 54' 50" OL | 23314  | Meer afbeeldingen                                                         |
| Pandje met jongere lijstgevel met dakkapel                                                                                         | Woonhuis                  | oorspr. waarsch. 17e eeuw                                   |                       | Vloeddijk 96    | 52° 33' 28" NB, 5° 54' 50" OL | 23315  | Meer afbeeldingen                                                         |
| Pand met topgevels met vlechtingen onder dwars zadeldak met hoekschoorstenen                                                       | Woonhuis                  | 1750-1800 1857 (gevel)                                      |                       | Vloeddijk 97    | 52° 33' 28" NB, 5° 54' 49" OL | 23316  | Meer afbeeldingen                                                         |
| Pand met gepleisterde lijstgevel onder dwars schilddak                                                                             | Woonhuis                  | 19e eeuw                                                    |                       | Vloeddijk 101   | 52° 33' 29" NB, 5° 54' 49" OL | 23317  | Meer afbeeldingen                                                         |
| Pand met gepleisterde lijstgevel onder schilddak                                                                                   | Woonhuis                  | 19e eeuw                                                    |                       | Vloeddijk 102   | 52° 33' 30" NB, 5° 54' 49" OL | 23318  | Meer afbeeldingen                                                         |
| Pand met gepleisterde lijstgevel en dakkapel                                                                                       | Woonhuis                  | 19e eeuw                                                    |                       | Vloeddijk 103   | 52° 33' 30" NB, 5° 54' 49" OL | 23319  | Meer afbeeldingen                                                         |
| Pand met lijstgevel | Woonhuis                  | 19e eeuw                                                    |                       | Vloeddijk 104   | 52° 33' 30" NB, 5° 54' 49" OL | 23320  | Meer afbeeldingen                                                         |
| Pand met lijstgevel op plint met door pilasters en kroonlijst omlijste voordeur en dakkapel met omlijsting                         | Woonhuis                  | 19e eeuw                                                    |                       | Vloeddijk 105   | 52° 33' 31" NB, 5° 54' 49" OL | 23321  | Meer afbeeldingen                                                         |
| Huis met lijstgevel onder twee evenwijdige dwarse schilddaken met hoekschoorstenen en dakkapel                                     | Woonhuis                  | 19e eeuw                                                    |                       | Vloeddijk 106   | 52° 33' 31" NB, 5° 54' 49" OL | 23322  | Meer afbeeldingen                                                         |
| Pand met lijstgevel op plint met modillons en omlijste dakkapel                                                                    | Woonhuis                  | 19e eeuw                                                    |                       | Vloeddijk 107   | 52° 33' 31" NB, 5° 54' 49" OL | 23323  | Meer afbeeldingen                                                         |
| Pand met gepleisterde lijstgevel met modillons                                                                                     | Woonhuis                  | 18e-19e eeuw                                                |                       | Vloeddijk 108   | 52° 33' 31" NB, 5° 54' 49" OL | 23324  | Meer afbeeldingen                                                         |
| Pandje met geverfde en door driehoekige fronton bekroonde klokgevel                                                                | Woonhuis                  | 18e eeuw                                                    |                       | Vloeddijk 109   | 52° 33' 31" NB, 5° 54' 49" OL | 23325  | Meer afbeeldingen                                                         |
| Pand met geverfde lijstgevel onder zadeldak (met nr. 111) met nok evenwijdig aan de rooilijn                                       | Woonhuis                  | 18e eeuw                                                    |                       | Vloeddijk 110   | 52° 33' 32" NB, 5° 54' 49" OL | 23326  | Meer afbeeldingen                                                         |
| Pand met geverfde lijstgevel onder zadeldak (met nr. 110) met nok evenwijdig aan de rooilijn en met dakkapel                       | Woonhuis                  | 18e eeuw                                                    |                       | Vloeddijk 111   | 52° 33' 32" NB, 5° 54' 48" OL | 23327  | Meer afbeeldingen                                                         |
| Pand met lijstgevel met eenvoudige voordeuromlijsting en dakkapel (vormt architectonisch geheel met nr. 113                        | Woonhuis                  | 1850-1900                                                   |                       | Vloeddijk 112   | 52° 33' 32" NB, 5° 54' 48" OL | 23328  | Meer afbeeldingen                                                         |
| Pand met lijstgevel met eenvoudige voordeuromlijsting en dakkapel (vormt architectonisch geheel met nr. 112                        | Woonhuis                  | 1850-1900                                                   |                       | Vloeddijk 113   | 52° 33' 32" NB, 5° 54' 48" OL | 23329  | Meer afbeeldingen                                                         |
| Pand met lijstgevel en gepleisterde hoekblokken                                                                                    | Woonhuis                  | 19e eeuw                                                    |                       | Vloeddijk 115   | 52° 33' 32" NB, 5° 54' 48" OL | 23330  | Meer afbeeldingen                                                         |
| Pand met lijstgevel en gepleisterde hoekblokken                                                                                    | Woonhuis                  | 19e eeuw                                                    |                       | Vloeddijk 116   | 52° 33' 33" NB, 5° 54' 48" OL | 23331  | Meer afbeeldingen                                                         |
| Pand met gepleisterde lijstgevel en dakkapel                                                                                       | Woonhuis                  | 19e eeuw                                                    |                       | Vloeddijk 123   | 52° 33' 34" NB, 5° 54' 47" OL | 23332  | Meer afbeeldingen                                                         |
| Pand met geverfde lijstgevel en dakkapel                                                                                           | Woonhuis                  | 19e eeuw                                                    |                       | Vloeddijk 124   | 52° 33' 34" NB, 5° 54' 47" OL | 23333  | Meer afbeeldingen                                                         |
| Linker gedeelte van een pand met gepleisterde lijstgevel onder dwars schilddak                                                     | Woonhuis                  | 19e eeuw                                                    |                       | Vloeddijk 125   | 52° 33' 34" NB, 5° 54' 47" OL | 23334  | Meer afbeeldingen                                                         |
| Rechter gedeelte van een pand met gepleisterde lijstgevel onder dwars schilddak met hoekschoorstenen                               | Woonhuis                  | 19e eeuw                                                    |                       | Vloeddijk 126   | 52° 33' 35" NB, 5° 54' 47" OL | 23335  | Meer afbeeldingen                                                         |
| Pand met gepleisterde lijstgevel en dakkapel                                                                                       | Woonhuis                  | 19e eeuw                                                    |                       | Vloeddijk 127   | 52° 33' 35" NB, 5° 54' 46" OL | 23336  | Meer afbeeldingen                                                         |
| Pand met lijstgevel | Woonhuis                  | 19e eeuw                                                    |                       | Vloeddijk 129   | 52° 33' 35" NB, 5° 54' 46" OL | 23337  | Meer afbeeldingen                                                         |
| Pand met gepleisterde lijstgevel en verminkte kap                                                                                  | Woonhuis                  | 19e eeuw                                                    |                       | Vloeddijk 130   | 52° 33' 35" NB, 5° 54' 46" OL | 23338  | Meer afbeeldingen                                                         |
| Pand met lijstgevel | Woonhuis                  | 19e eeuw                                                    |                       | Vloeddijk 131   | 52° 33' 36" NB, 5° 54' 46" OL | 23339  | Meer afbeeldingen                                                         |
| Pand met geverfde lijstgevel en dakkapel                                                                                           | Woonhuis                  | 19e eeuw                                                    |                       | Vloeddijk 135   | 52° 33' 36" NB, 5° 54' 44" OL | 23340  | Meer afbeeldingen                                                         |
| Pand met gepleisterde lijstgevel                                                                                                   | Woonhuis                  | 19e eeuw                                                    |                       | Vloeddijk 136   | 52° 33' 36" NB, 5° 54' 44" OL | 23341  | Meer afbeeldingen                                                         |
| Pand met gepleisterde lijstgevel                                                                                                   | Woonhuis                  | 19e eeuw                                                    |                       | Vloeddijk 137   | 52° 33' 36" NB, 5° 54' 44" OL | 23342  | Meer afbeeldingen                                                         |
| Pand met gepleisterde lijstgevel en dakkapel                                                                                       | Woonhuis                  | 19e eeuw                                                    |                       | Vloeddijk 138   | 52° 33' 36" NB, 5° 54' 44" OL | 23343  | Meer afbeeldingen                                                         |
| Pand met gepleisterde lijstgevel                                                                                                   | Woonhuis                  | 19e eeuw                                                    |                       | Vloeddijk 142   | 52° 33' 37" NB, 5° 54' 43" OL | 23344  | Meer afbeeldingen                                                         |
| Pand met lijstgevel | Woonhuis                  | 19e eeuw                                                    |                       | Vloeddijk 143   | 52° 33' 37" NB, 5° 54' 43" OL | 23345  | Meer afbeeldingen                                                         |
| Fors pand met lijstgevel op plint en met forse lijst onder schilddak met hoekschoorstenen                                          | Woonhuis                  | 19e eeuw                                                    |                       | Vloeddijk 144   | 52° 33' 37" NB, 5° 54' 43" OL | 23346  | Meer afbeeldingen                                                         |
| Pand met lijstgevel | Woonhuis                  | 19e eeuw                                                    |                       | Vloeddijk 145   | 52° 33' 37" NB, 5° 54' 42" OL | 23347  | Meer afbeeldingen                                                         |
| Pand met lijstgevel | Woonhuis                  | 19e eeuw                                                    |                       | Vloeddijk 146   | 52° 33' 38" NB, 5° 54' 42" OL | 23348  | Meer afbeeldingen                                                         |
| Pand met lijstgevel | Woonhuis                  | 19e eeuw                                                    |                       | Vloeddijk 147   | 52° 33' 38" NB, 5° 54' 42" OL | 23349  | Meer afbeeldingen                                                         |
| Pand met lijstgevel | Woonhuis                  | 1850-1875                                                   |                       | Vloeddijk 151   | 52° 33' 38" NB, 5° 54' 41" OL | 23350  | Meer afbeeldingen                                                         |
| Pand met gepleisterde lijstgevel onder schilddak                                                                                   | Woonhuis                  | 1850-1875                                                   |                       | Vloeddijk 152   | 52° 33' 38" NB, 5° 54' 41" OL | 23351  | Meer afbeeldingen                                                         |
| Pand met gepleisterde lijstgevel onder schilddak                                                                                   | Woonhuis                  | 1850-1875                                                   |                       | Vloeddijk 153   | 52° 33' 39" NB, 5° 54' 41" OL | 23352  | Meer afbeeldingen                                                         |
| Pand met lijstgevel onder schilddak met dakkapel                                                                                   | Woonhuis                  | vroege 19e eeuw (gevel)                                     |                       | Vloeddijk 154   | 52° 33' 39" NB, 5° 54' 41" OL | 23353  | Meer afbeeldingen                                                         |
| Pand met lijstgevel onder schilddak                                                                                                | Woonhuis                  | 1800-1850                                                   |                       | Vloeddijk 155   | 52° 33' 39" NB, 5° 54' 41" OL | 23354  | Meer afbeeldingen                                                         |
| Voorm. Infirmerie | Onderwijs en wetenschap   | 1853                                                        | N. Plomp en P. Bondam | Vloeddijk 159   | 52° 33' 40" NB, 5° 54' 40" OL | 23355  | Meer afbeeldingen                                                         |
| Woonhuis in eclectische stijl | Woonhuis                  | ca. 1890                                                    |                       | Vloeddijk 70    | 52° 33' 23" NB, 5° 54' 54" OL | 512049 | Meer afbeeldingen                                                         |
| Dubbel woonhuis in art-nouveau-stijl                                                                                               | Woonhuis                  | 1902                                                        |                       | Vloeddijk 63    | 52° 33' 21" NB, 5° 54' 56" OL | 512050 | Meer afbeeldingen                                                         |
| Voorm. Burgerweeshuis (Muziekschool)                                                                                               | Sociale zorg, liefdadigh. | 1889-'91 1920-1930 (uitbr.)                                 | W. en F.C. Koch       | Vloeddijk 38    | 52° 33' 15" NB, 5° 55' 2" OL  | 512051 | Meer afbeeldingen                                                         |